# Estonia ai Giochi della VIII Olimpiade
L'Estonia partecipò ai Giochi della VIII Olimpiade, svoltisi a Parigi dal 4 maggio al 27 luglio 1924,  
con una delegazione di 37 atleti impegnati in 5 discipline,
aggiudicandosi 1 medaglia d'oro, 1 medaglia d'argento e 4 medaglie di bronzo.

## Medagliere

### Per discipline
| Sport              | Oro | Argento | Bronzo | Totale |
| ------------------ | --- | ------- | ------ | ------ |
| Lotta greco-romana | 1   | 0       | 1      | 2      |
| Sollevamento pesi  | 0   | 1       | 2      | 3      |
| Atletica leggera   | 0   | 0       | 1      | 1      |
| Totale             | 1   | 1       | 4      | 6      |

### Medaglie
| Medaglia | Atleta             | Sport              | Evento       |
| -------- | ------------------ | ------------------ | ------------ |
| Oro      | Eduard Pütsep      | Lotta greco-romana | Pesi gallo   |
| Argento  | Alfred Neuland     | Sollevamento pesi  | Pesi medi    |
| Bronzo   | Alexander Klumberg | Atletica leggera   | Decathlon    |
| Bronzo   | Roman Steinberg    | Lotta greco-romana | Pesi medi    |
| Bronzo   | Jaan Kikkas        | Sollevamento pesi  | Pesi medi    |
| Bronzo   | Harald Tammer      | Sollevamento pesi  | Pesi massimi |

## Risultati

### Calcio
| Atleta | Classifica |                    |
| --- | --- | ------------------ |
| V · D · M Nazionale estone · Calcio ai Giochi Olimpici Estivi 1924 P Lass · P Tipner · D Liivar · D Kaljot · D Rein · D Silber · C Jürgenson · C Kaarman · C Pihlak · C Rõks · A Ellmann · A Joll · A Paal · A Üpraus · A Väli · CT : Kónya | 17° |                    |
| Nazionale estone · Calcio ai Giochi Olimpici Estivi 1924 | |                    |
| P Lass · P Tipner · D Liivar · D Kaljot · D Rein · D Silber · C Jürgenson · C Kaarman · C Pihlak · C Rõks · A Ellmann · A Joll · A Paal · A Üpraus · A Väli · CT: Kónya                                                                     | P Lass · P Tipner · D Liivar · D Kaljot · D Rein · D Silber · C Jürgenson · C Kaarman · C Pihlak · C Rõks · A Ellmann · A Joll · A Paal · A Üpraus · A Väli · CT: Kónya | Estonia (bandiera) |